# Norske mellomalderballadar
Norske mellomalderballadar är Norges vetenskapliga utgåva av medeltidsballader.
Texterna är enbart digitalt utgivna i åtta volymer. Antalet textvarianter är begränsat till 3–5 av varje balladtyp.
Melodier, där sådana är kända, har utgivits enbart som tryckta böcker i fyra volymer redigerade av Astrid Nora Ressem.
Ansvariga för utgivningen var Norsk folkvisearkiv (nu en del av Nasjonalbiblioteket), Nasjonalbiblioteket och Norsk folkeminnelag.
Textugåvan och melodiutgåvan beskrivs i inledningen till textutgåvan som två delar av ett och samma projekt. Avsikten var att samla texter och melodier i ett verk, men det blev uppenbart att balladprojektetet av ekonomiska och praktiska skäl måste delas. Textdelen och melodidelen hade dock samma redaktion. I textutgåvan är kommentarer och dylikt på nynorsk; i melodiutgåvan har Astrid Nora Ressem skrivit på bokmål. Därför har projektets delar två olika titlar: Norske mellomalderballadar (nynorsk) för textdelen och Norske middelalderballader (bokmål) för musikdelen.